# Eugeniusz (Letica)
Eugeniusz, imię świeckie Manojlo Letica (ur. 1858 w Plaškach, zm. 3 października 1933 w Sunji) – serbski biskup prawosławny.

## Życiorys
Ukończył gimnazjum serbskie w Sremskich Karlovcach i studia prawnicze; kolejno studiował w Wiedniu i Grazu, by uzyskać ostatecznie dyplom na uniwersytecie w Zagrzebiu. Zdał egzamin adwokacki i podjął praktykę w Sremskiej Mitrowicy, po czym uzyskał posadę sędziego w Sarajewie. W 1892 podjął pracę w banku hipotecznym w Zagrzebiu, odchodząc ze służby cywilnej. Jeszcze w tym samym roku zrezygnował również z tego zajęcia i wstąpił do seminarium duchownego metropolii karłowickiej w Sremskich Karlovcach. Szkołę tę ukończył w 1895 i w tym samym roku złożył wieczyste śluby mnisze w monasterze Kuveždina.
9 lipca 1895 przyjął święcenia diakońskie z rąk patriarchy serbskiego Grzegorza, po czym został mianowany protodiakonem. Tymczasowo kierował zarządem eparchii temesvarskiej, był również referentem w konsystorzu metropolii karłowickiej. 18 kwietnia 1898 przyjął święcenia kapłańskie z rąk biskupa budzińskiego Lucjana.
30 grudnia 1900 w cerkwi Trójcy Świętej w Banja Luce miała miejsce jego chirotonia na biskupa banjaluckiego, pierwszego ordynariusza nowo erygowanej eparchii. Natychmiast otrzymał godność metropolity. Utworzył konsystorz eparchii, wzniósł rezydencję biskupią w Banja Luce i rozpoczął zbiórkę funduszy na budowę nowego soboru katedralnego. Wielokrotnie przeprowadzał wizytacje duszpasterskie w parafiach, doprowadzając do ujednolicenia obrzędów na terenie eparchii. Dążył do podniesienia poziomu wykształcenia duchowieństwa, na kapłanów wyświęcał jedynie absolwentów studiów teologicznych. Otworzył 23 nowe cerkwie i dwie szkoły serbskie.
Osiem lat później, rok po śmierci metropolity Mikołaja, przeniesiony został na katedrę Dabaru i Bośni. W 1920 na własną prośbę przeszedł w stan spoczynku i zamieszkał w monasterze Ravanica. Pozostał czynnym uczestnikiem życia cerkiewnego, w 1931 jako prawnik brał udział w redagowaniu statutu wewnętrznego Serbskiego Kościoła Prawosławnego.